# Kineton
Kineton est un bourg du Warwickshire, en Angleterre. Situé près de Banbury, Warwick, Leamington Spa et Stratford-upon-Avon, sa population était de 2 278 en 2001.
Le village est mentionné dans le Domesday Book sous le nom de Kington. Aux environs du village, on voit encore une motte féodale, appelée King John's Castle, car on croit que le roi Jean sans Terre y tenait une cour de justice. Le village a d'ailleurs donné son nom à l'une des subdivisions du Warwickshire, maintenant incluse dans le district de Stratford-upon-Avon.
C'est à Kineton que le roi Charles Ier rencontra la reine Henriette-Marie de France en juillet 1643.